# Olszewo (Prostki)
Pour les articles homonymes, voir Olszewo.
Olszewo est un village polonais de la gmina de Prostki, dans le powiat d'Ełk, voïvodie de Varmie-Mazurie, au nord-est du pays.